# Variichthys jamoerensis
Variichthys jamoerensis és una espècie de peix pertanyent a la família dels terapòntids.

## Descripció
- Pot arribar a fer 8,5 cm de llargària màxima.
- 12-14 espines i 10-11 radis tous a l'aleta dorsal i 3 espines i 8-9 radis tous a l'anal.[3][4]

## Hàbitat
És un peix d'aigua dolça, bentopelàgic i de clima tropical (4°S-5°S), el qual viu en un llac de 6-7 km de diàmetre.

## Distribució geogràfica
Es troba al llac Jamur (Irian Jaya, Indonèsia).

## Observacions
És inofensiu per als humans.